# Gobio cynocephalus
Gobio cynocephalus är en fiskart som beskrevs av Dybowski, 1869. Gobio cynocephalus ingår i släktet Gobio och familjen karpfiskar. Inga underarter finns listade i Catalogue of Life.